# Valutna klauzula
Valutna klauzula, zaštitna klauzula kojom se eliminira valutni rizik. Vezana je uz tečaj stabilne valute kojom se ugovorne strane štite od moguće devalvacije (u slučaju vjerovnika) ili revalvacije (kod dužnika), koje dovode do povećanja ili smanjenja ugovorenog iznosa plaćanja. 
Uobičajeni je instrument zaštite u međunarodnim plaćanjima, izvoznika (od devalvacije) ili uvoznika (od revalvacije). Javlja se i u uvjetima nestabilne domaće valute s visokom stopom inflacije, kao instrument zaštite od mogućih rizika koje mogu izaći u takvim prilikama.

## Valutna klauzula u hrvatskim kreditima i posljedice
U Hrvatskoj, HNB poslovnim bankama posuđuje novac tako da se one zadužuju vani, koje potom HNB mijenja u kune, odnosno radi na principu mjenjačnice, kako bi održala kunu nerealno jakom, praveći na taj način nerealno velik vanjski dug kao posljedicu održanja tečaja. Zbog ove prakse svi krediti imaju valutnu klauzulu. 
Kako banke uvijek moraju vratiti više novca nego što posude, dolazi do novih zaduženja kako bi se vratio dug umjesto da se sredstva od zaduživanja ulažu u gospodarski rast. Posljedica takve monetarne politike je stagnirajuća inflacija.

## Vanjske poveznice
- Valutna klauzula